# جایزه بزرگ موناکو ۱۹۵۹
جایزه بزرگ موناکو ۱۹۵۹ (انگلیسی: ‎1959 Monaco Grand Prix‎) یک مسابقهٔ موتوری در رشتهٔ اتومبیل‌رانی فرمول یک بود که در تاریخ ۱۰ مهٔ ۱۹۵۹ در پیست موناکو واقع در مونت‌کارلو، موناکو برگزار شد. این گراند پری در میان ۹ گراند پری در فصل ۱۹۵۹، مسابقهٔ شمارهٔ ۱ بود.
در این مسابقه که در ۱۰۰ دور و به مسافت ۳۱۴٫۵۰۰ کیلومتر (۱۹۵٫۴۲۱ مایل) برگزار شد، پول پوزیشن توسط استیرلینگ ماس کسب شد و سریع‌ترین زمان برای طی یک دور پیست که برابر با ۱:۴۰٫۴ بود نیز توسط جک برابام به ثبت رسید.
جک برابام از تیم کوپر-کلیمکس، تونی بروکز از تیم فراری و ماریس ترینتیگنانت از تیم کوپر-کلیمکس به‌ترتیب مقام‌های اول تا سوم مسابقه را کسب کردند.

## رده‌بندی قهرمانی پس از مسابقه
| جایگاه | راننده            | امتیاز |
| ------ | ----------------- | ------ |
| ۱      | جک برابام         | ۹      |
| ۲      | تونی بروکز        | ۶      |
| ۳      | ماریس ترینتیگنانت | ۴      |
| ۴      | فیل هیل           | ۳      |
| ۵      | بروس مک‌لارن       | ۲      |
| منبع:  |                   |        |

| جایگاه | سازنده      | امتیاز |
| ------ | ----------- | ------ |
| ۱      | کوپر-کلیمکس | ۸      |
| ۲      | فراری       | ۶      |
| منبع:  |             |        |

یادداشت
- تنها پنج جایگاه نخست از هر رده‌بندی نمایش داده شده‌است.